# 埃尔顿·布兰德
埃尔顿·泰伦·布兰德（英語：Elton Tyron Brand，1979年3月11日—）是一名美国NBA职业篮球运动员，場上位置為大前锋或中鋒，曾是全明星賽球员和美国国家男子篮球队成员，於2016年10月21日，在新賽季開打前，宣布退休，結束17年的職業生涯。

## 大學時期
入讀傳統籃球名校杜克大學，與科里·马盖蒂是大學同學。雖然只讀了兩年，但已經留下校史最高的命中率紀錄 (62.1%)。完成大學二年級後，布兰徳選擇棄學投身NBA，並成為杜克大學史上首位選秀狀元。

## NBA時期

### 芝加哥公牛隊 (1999年－2001年)
1998至99年賽季，芝加哥公牛隊經歷了第二次「後喬丹時代」，從前一季的總冠軍變成東區墊底球隊。不過，球隊亦因此取得了1999年選秀會的狀元簽，公牛隊亦毫不猶豫地選擇了杜克大學第一戰將、當年的全美最佳大學球員布兰德。布兰德於是成為公牛隊「後喬丹時代」的第一位核心球員。
儘管球隊已進入重建期，但布兰德仍奮力帶領球隊打拼。在新秀賽季中，布兰德便奪得多個獎項和殊榮，包括曾三次奪得「單月最佳新秀」、NBA全明星週末新秀對抗賽最有價值球員、年度最佳新秀（與休斯敦火箭隊的法蘭西斯共同獲得）等。最後，他以20.1分、10籃板、1.63封阻的成績入選NBA最佳新秀陣容第一隊。
2000至01年賽季，布兰德保持他的成績，取得20.1分、10.1籃板、3.2助攻、1.59封阻，即使球隊成績仍處於東區下游，但布兰德的身手沒被質疑。不過由於球隊決定另一階段的重建計劃，打造更年輕的陣容，布兰德被球隊送往洛杉磯快艇隊，以換取新秀泰森·錢德勒。

### 洛杉磯快艇隊 (2001年－2008年)
2001-02年賽季, 布兰德被交易到快船队，與大學校友科里·马盖蒂重逢，加上隊上有拉瑪爾·歐登、Jeff Mcinnis、Quentin Richardson、Eric Piatkowski等人，快船队立即被視為潛力十足的年輕球隊。布兰德立即成為該隊的核心球員，並依舊保持亮眼的個人統計數據，整季平均得到18.2分、11.6籃板、2.4助攻、2.04封阻，並且以55次「雙雙」及396個進攻籃板創下隊史紀錄。2002年的全明星賽前夕，由於沙奎尔·奥尼尔受傷退隊，布兰德得以首次於明星賽中亮相，是球隊自1994年丹尼·曼寧後第一位入選明星賽的快艇隊球員。布兰德該季尚有其他優異的數據，包括隊史首位連續兩場取得「20-20」（即20分或以上及20籃板或以上）的球員。
2002-03年賽季，布兰德只上陣62場，但平均成績仍維持18.5分、11.3籃板，除了是隊史15年來首位連續兩年取得平均11籃板成績的球員外，布兰德亦打破了隊史的「20-20」紀錄（合共取得5次）。同年布兰德入選美國國家男子籃球隊，於奧運資格賽中，協助球隊以10勝0負的成績取得資格賽金牌。
2003-04年賽季，隊上另一主力歐登加盟邁阿密熱火隊，布兰德仍然受腳傷困擾，加上隊友仍然十分年輕，因此快船队的戰績依然沒有起色。
2004-05年賽季，布兰德首次平均成績達不到「雙雙」，只有20分、9.5籃板，但整季出賽81場，而且球隊在鄧利維教練的帶領下，戰績回升至37勝45負，並且壓過了同城的老牌勁旅洛杉磯湖人隊。
2005-06年賽季，布兰德憑著耀眼的攻守成績，不但再次入選明星賽，並且以24.7分、10籃板、2.54封阻的成績，入選NBA最佳陣容第二隊。而球隊也在他和一級控衛萨姆·卡塞尔的帶領下，再一次壓倒湖人隊，以西區第六的成績，重返睽違13年之久的季後賽。布兰德生涯首次打季後賽並無怯場，第一場便取得21分、8籃板、4封阻的成績；進入第二輪面對鳯凰城太陽隊時，布兰德更取得平均30.9分、10.4籃板、4.3助攻、3.14封阻的成績，儘管球隊最後以3勝4負敗於太陽隊，但布兰德的表現已讓人期待他成為下一位偉大的大前鋒。同年，他協助國家隊取得世界籃球錦標賽銅牌。
2006-07年賽季，快艇隊維持原班人馬，但戰績卻不及前一季，最後僅能以西區第九的成績結束球季，與季後賽擦身而過。可幸的是，布兰德仍然有20.5分、9.3籃板、2.2封阻的成績。
快艇隊的老闆向以「吝嗇」聞名，不少具實力的快艇隊球員往往因續約價碼太少而轉往他隊，從而造成球隊戰績長年不振的局面。但布兰德卻是少有地能夠得到該隊巨額合約的球星之一，可見球隊有以他為中心打造強隊的打算，由此可知他在球隊以至老闆心目中的地位。

### 費城76人隊 (2008年－2012年)
2008年夏天，布蘭德与費城76人隊簽約，開始暸新的征戰。

### 達拉斯小牛隊 (2012年－2013年)
小牛以2.1M的價格標到布兰德，76人要支付剩下的16M。

### 亞特蘭大老鷹隊 (2013年－2015年)
2013年7月15布兰德與老鷹簽下一張1年400萬的合約。
2014年9月23布兰德與老鷹續約，並將球衣背號從42號換成7號。
2015年8月11布兰德宣布退休，結束NBA16個賽季的征戰生涯。

### 重回費城76人隊與第二次退休 (2016年)
2016年1月4日，布兰德與76人簽約。
2016年9月7日再次與76人簽約，然而他在2016年10月20日第二次宣布退休。
2016年布蘭德將擔任76人隊的球員發展教練。
2018年9月18日布蘭德確定擔任76人隊的總經理，2020年11月1日布蘭德和七六人延長合約。

## NBA 职业生涯数据

### 常规赛
| 賽季       | 球隊         | GP   | GS  | MPG  | FG%  | 3P%   | FT%  | RPG  | APG | SPG | BPG | PPG  |
| ---------- | ------------ | ---- | --- | ---- | ---- | ----- | ---- | ---- | --- | --- | --- | ---- |
| 1999-00    | 芝加哥公牛   | 81   | 80  | 37.0 | .482 | .000  | .685 | 10.0 | 1.9 | .8  | 1.6 | 20.1 |
| 2000-01    | 芝加哥公牛   | 74   | 74  | 39.3 | .476 | .000  | .708 | 10.1 | 3.2 | 1.0 | 1.6 | 20.1 |
| 2001-02    | 洛杉磯快艇   | 80   | 80  | 37.8 | .527 | .000  | .742 | 11.6 | 2.4 | 1.0 | 2.0 | 18.2 |
| 2002-03    | 洛杉磯快艇   | 62   | 61  | 39.6 | .502 | .000  | .685 | 11.3 | 2.5 | 1.1 | 2.5 | 18.5 |
| 2003-04    | 洛杉磯快艇   | 69   | 68  | 38.7 | .493 | .000  | .773 | 10.3 | 3.3 | .9  | 2.2 | 20.0 |
| 2004-05    | 洛杉磯快艇   | 81   | 81  | 37.0 | .503 | .000  | .752 | 9.5  | 2.6 | .8  | 2.1 | 20.0 |
| 2005-06    | 洛杉磯快艇   | 79   | 79  | 39.2 | .527 | .333  | .775 | 10.0 | 2.6 | 1.0 | 2.5 | 24.7 |
| 2006-07    | 洛杉磯快艇   | 80   | 80  | 38.5 | .533 | 1.000 | .761 | 9.3  | 2.9 | 1.0 | 2.2 | 20.5 |
| 2007-08    | 洛杉磯快艇   | 8    | 6   | 34.3 | .456 | .000  | .787 | 8.0  | 2.0 | .4  | 1.9 | 17.6 |
| 2008-09    | 費城76人     | 29   | 23  | 31.7 | .447 | .000  | .676 | 8.8  | 1.3 | .6  | 1.5 | 13.8 |
| 2009-10    | 費城76人     | 76   | 57  | 30.2 | .480 | .000  | .738 | 6.1  | 1.4 | 1.1 | 1.0 | 13.1 |
| 2010-11    | 費城76人     | 81   | 81  | 34.7 | .512 | .000  | .780 | 8.3  | 1.5 | 1.1 | 1.3 | 15.0 |
| 2011-12    | 費城76人     | 60   | 60  | 28.9 | .494 | .000  | .733 | 7.2  | 1.6 | 1.0 | 1.6 | 11.0 |
| 2012-13    | 達拉斯小牛   | 72   | 18  | 21.2 | .473 | .000  | .710 | 6.0  | 1.0 | .7  | 1.3 | 7.2  |
| 2013-14    | 亞特蘭大老鷹 | 73   | 15  | 19.4 | .539 | .000  | .649 | 4.9  | 1.0 | .5  | 1.2 | 5.7  |
| 2014-15    | 亞特蘭大老鷹 | 36   | 4   | 13.5 | .442 | .000  | .522 | 2.8  | .6  | .5  | .7  | 2.7  |
| 2015-16    | 費城76人     | 17   | 1   | 13.2 | .431 | .000  | .889 | 3.7  | 1.1 | .5  | .5  | 4.1  |
| 生涯平均   |              | 1058 | 868 | 33.0 | .500 | .095  | .736 | 8.5  | 2.1 | .9  | 1.7 | 15.9 |
| 明星賽平均 |              | 2    | 0   | 18.0 | .563 | .000  | .000 | 8.5  | .5  | .5  | .5  | 9.0  |

### 季后赛
| 賽季     | 球隊         | GP | GS | MPG  | FG%  | 3P%  | FT%  | RPG  | APG | SPG | BPG | PPG  |
| -------- | ------------ | -- | -- | ---- | ---- | ---- | ---- | ---- | --- | --- | --- | ---- |
| 2005-06  | 洛杉磯快艇   | 12 | 12 | 43.1 | .551 | .000 | .750 | 10.3 | 4.0 | .9  | 2.6 | 25.4 |
| 2010-11  | 費城76人     | 5  | 5  | 37.0 | .548 | .000 | .769 | 8.4  | .6  | .4  | 1.2 | 15.6 |
| 2011-12  | 費城76人     | 13 | 13 | 27.4 | .465 | .000 | .625 | 4.8  | .5  | .8  | 1.5 | 8.6  |
| 2013-14  | 亞特蘭大老鷹 | 7  | 0  | 11.6 | .167 | .000 | .800 | 3.3  | .9  | .1  | .9  | 1.1  |
| 2014-15  | 亞特蘭大老鷹 | 3  | 0  | 1.3  | .000 | .000 | .500 | .3   | .0  | .0  | .0  | .3   |
| 生涯平均 |              | 40 | 30 | 28.6 | .516 | .000 | .719 | 6.3  | 1.6 | .6  | 1.6 | 12.6 |

## 个人成绩
- 2次入选NBA全明星賽: 2002年, 2006年
- 1次NBA最佳陣容:
  - 第二阵容: 2006年
- NBA新秀第一阵容: 2000年
- NBA最佳新秀: 2000年 (和史提夫·法蘭西斯共享)
- 两次NBA常规赛数据领先, 进攻篮板: 2000年 (348个), 2002年 (396个)
- 快船队队史上进攻篮板拿的最多者(1,480个).